# Hechos de Pablo y Tecla

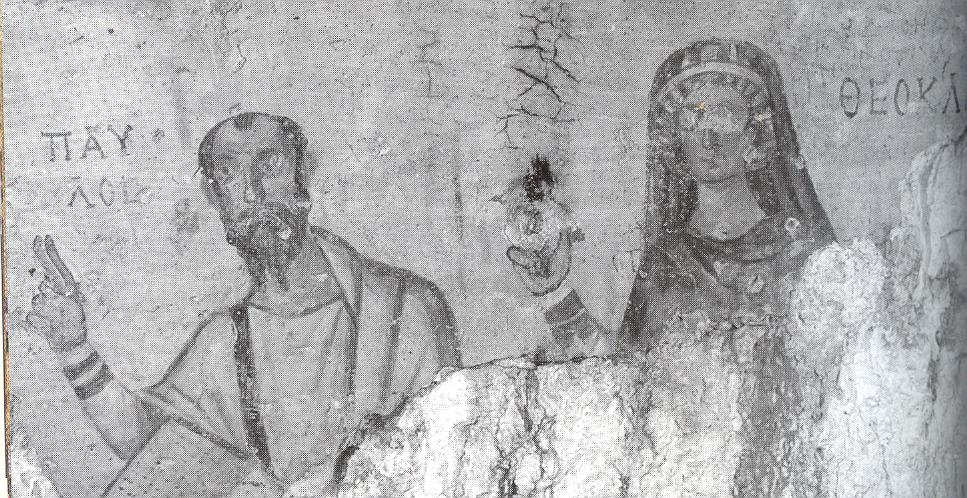
Pablo y Tecla. Fresco del, descubierto en la Cueva de San Pablo, en las ruinas de Éfeso.

Los Hechos de Pablo y Tecla (Acta Pauli et Theclae) es un texto apócrifo neotestamentario cristiano del siglo II, escrito en griego, que narra la vida de Tecla de Iconio, joven virgen de Anatolia, a partir de su conversión al cristianismo luego de escuchar la prédica de Pablo de Tarso. El texto se habría originado en Anatolia o Siria en el siglo II, y ya era conocido en Egipto hacia el año 300 d. C. Aparece en el Decretum Gelasianum, un catálogo de apócrifos en latín del siglo VI.

## Origen
El descubrimiento de un texto copto de los Hechos de Pablo conteniendo la narración de Tecla sugiere que el abrupto comienzo de los Hechos de Pablo y Tecla se debe a que formaba parte de un trabajo más extenso. Numerosas versiones en copto y en griego, así como referencias al texto entre los Padres de la Iglesia demuestran que alcanzó gran difusión en tiempos del cristianismo primitivo. En las Iglesias orientales, la amplia circulación de los Hechos de Pablo y Tecla en griego, siríaco y armenio es evidencia de la veneración hacia Tecla de Iconio. También existen versiones en latín, copto y amhárico, algunas de las cuales tienen grandes diferencias con la versión griega. Según el teólogo estadounidense Edgar J. Goodspeed, «En etíope, con la omisión de la facultad de Tecla para predicar y bautizar, la mitad de la historia se pierde».
En De Baptismo adversus Quintillam (17:5, c. 190), Tertuliano refirió que el texto fue escrito alrededor del año 160 por un presbítero de Asia Menor, quien, al ser descubierto su fraude, se justificó diciendo que fue compuesto en honor de san Pablo. Sin embargo, no pudo evitar ser privado de su oficio. Tertuliano vituperó el uso de este texto en función de su rechazo a otorgar a las mujeres el derecho a predicar y bautizar.
La historia es presentada en el marco de los Hechos de los Apóstoles, pero el retrato que se hace de Pablo de Tarso es diferente al del Nuevo Testamento. Por otra parte, la exaltada defensa de la virginidad que realiza el texto fue un tema central en varias corrientes del paleocristianismo.

## Contenido
Se inicia con el viaje de Pablo desde Antioquía a Iconio, proclamando «la palabra de Dios acerca de la abstinencia y de la resurrección». Se da una descripción física completa del apóstol, que puede ser reflejo de tradiciones orales: «él era un hombre de tamaño medio, su pelo era escaso, sus piernas algo combadas, sus rodillas sobresalientes, tenía grandes ojos, sus cejas estaban unidas, su nariz era prominente, y estaba lleno de gracia y misericordia; por momentos parecía un hombre, y por momentos parecía un ángel.» Dio sus sermones en la casa de un habitante de Iconium, Onesíforo, bajo la forma de una serie de bienaventuranzas. 

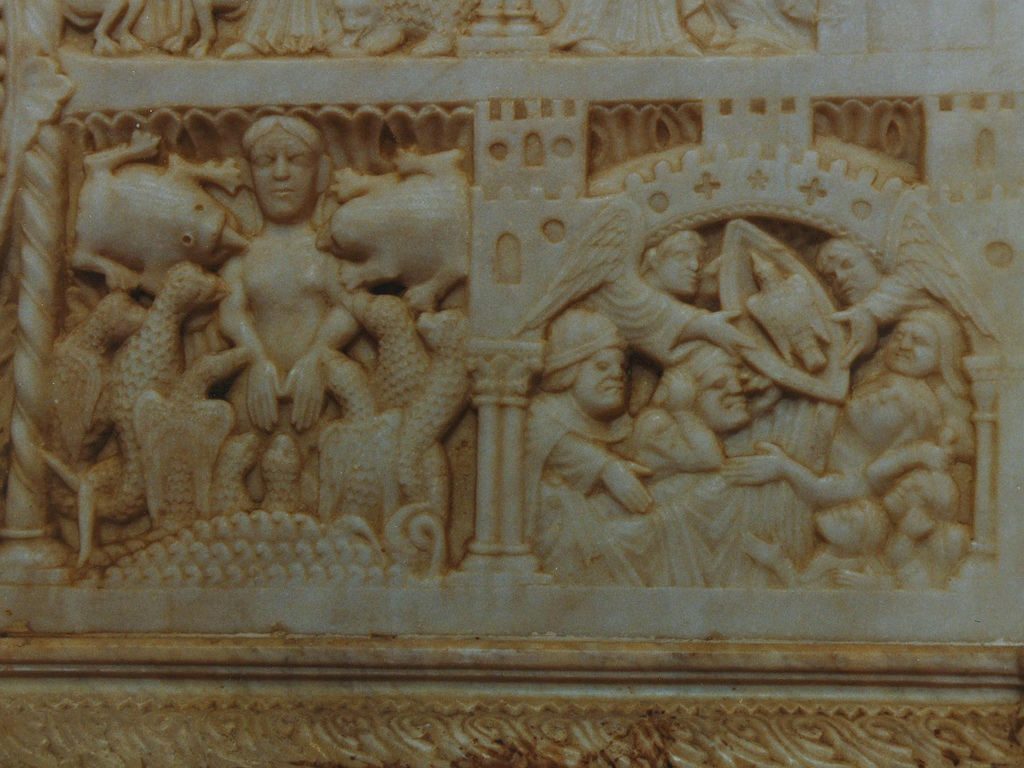
Santa Tecla entre las fieras, bajorrelieve en el altar de la Catedral de Tarragona

Tecla, una joven virgen que habitaba una casa vecina, escuchó durante días las palabras de Pablo, en especial las referentes a la castidad. Su madre, Teocleia, y su prometido, Tamyris, temieron que ella siguiera la exhortación de Pablo respecto a que «uno debería temer sólo a Dios y vivir en castidad». Reunieron una muchedumbre que arrastró al apóstol hasta el gobernador, quien lo encarceló. Tecla engañó a la guardia y se introdujo en la prisión, y se sentó a los pies de Pablo toda la noche, escuchando sus enseñanzas y besando sus cadenas. Cuando su familia la encontró, ambos fueron llevados ante el gobernador. A pedido de su madre, Pablo fue sentenciado a ser azotado y expulsado, y Tecla fue condenada a la hoguera, a fin de que «todas las mujeres que recibieron enseñanzas de este hombre puedan sentirse atemorizadas». Si bien Tecla estaba desnuda y atada a una estaca, milagrosamente las llamas no alcanzaron a tocarla, ya que una tormenta de agua y granizo junto con un terremoto extinguieron el fuego.
De nuevo reunidos, Pablo y Tecla viajaron a Antioquía de Pisidia, donde un magistrado de nombre Alejandro deseó a Tecla y pretendió comprarla a su acompañante. Éste negó conocerla, y Alejandro intentó tomarla por la fuerza ante la cual la joven se defendió, ridiculizándolo delante de testigos. El magistrado la condujo ante el gobernador por haberle atacado y, a pesar de la protesta de los pobladores, Tecla fue sentenciada a ser devorada por bestias salvajes. Ella solicitó que se le permitiese conservar su virtud intacta hasta la muerte, ante lo cual una rica viuda llamada Trifena, miembro de la realeza, la tomó bajo su protección. 
Según se relata en el capítulo IX, días después fue llevada a un anfiteatro y puesta en un cubil junto a una leona, la cual le lamió los pies frente a una multitud de espectadores. Luego de este episodio, regresó a la casa que la albergaba. Esa misma noche, la hija fallecida de Trifena se le apareció en sueños y le pidió a su madre que tomase a Tecla como hija propia y que le rogase que orara por su felicidad eterna. 
Al amanecer del día siguiente, con el rechazo de su anfitriona y del resto de las mujeres del pueblo Tecla fue conducida al anfiteatro. Allí fue desnudada y arrojada a las bestias que proporcionó Alejandro. Fue salvada milagrosamente de la muerte por una leona que se echó a sus pies y que combatió a las otras fieras hasta morir. Mientras se encontraba en la arena, Tecla avistó un foso de agua que contenía focas salvajes. Pensando que sería su última oportunidad para bautizarse, se arrojó al agua proclamando que se estaba bautizando a sí misma. Un nuevo milagro la protegió de estos animales, rodeándola con una nube de fuego que además ocultaba su desnudez ante los presentes.
Luego de que fracasara otro intento de matarla con toros atados a sus extremidades, el mismo Alejandro rogó al gobernador que la liberara por temor a que ambos y la propia ciudad fuesen destruidos. Ante la pregunta del gobernador respecto a quién era y debido a qué circunstancias ninguna fiera la había tocado, Tecla respondió que ella era una sierva del Dios viviente, creyente en Jesucristo su Hijo, y que por esa razón ninguna bestia logró dañarla. 
Tecla se reunió nuevamente con Pablo en Myra de Licia, y luego regresó a Iconio para convertir a su madre. Durante los siguientes 72 años, vivió en una cueva que se convirtió en centro de peregrinación de enfermos. Los Hechos de Pablo y Tecla terminan con la descripción de un nuevo rescate milagroso, en el cual al final de sus días Tecla logra huir de una horda que pretendía despojarla de su estado de castidad, al abrirse un pasaje en la montaña tras el cual desaparece.

## Significado e influencia

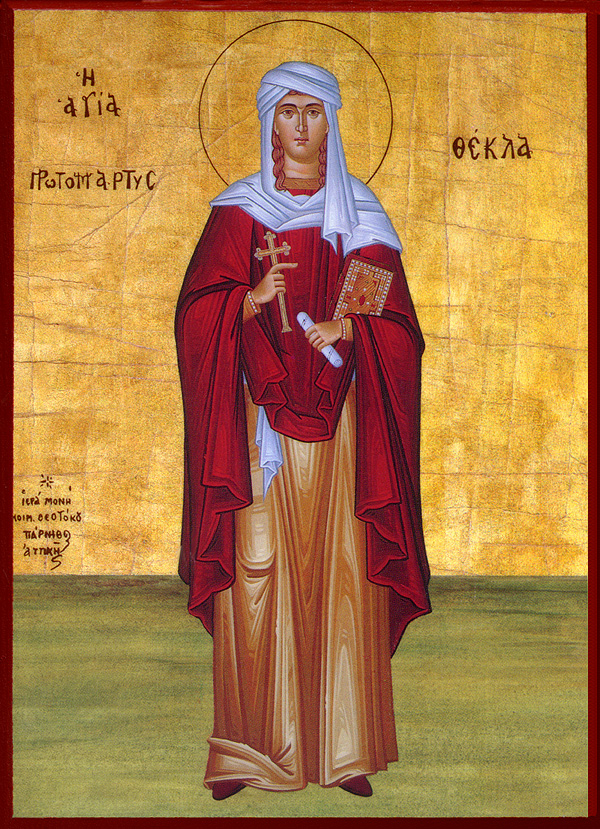
Santa Tecla fue una discípula de San Pablo en el y es considerada una de las primeras mártires del cristianismo.La historia de Santa Tecla aparece en el Apócrifo de los Hechos de Pablo y Tecla, un texto cristiano no canónico.

Si bien no se trata de un registro histórico, la narración es reflejo de tendencias ascéticas y de la experiencia de la persecución durante el cristianismo primitivo. 
La leyenda local de la mártir Tecla de Iconio, pudo haber inspirado este episodio, en el cual se la relaciona a Pablo de Tarso. M.R. James escribió que «de otra manera es difícil establecer el porqué de la enorme popularidad del culto a Santa Tecla, que se propagó de oriente a occidente, y que la convirtió en la más famosa de la vírgenes mártires».
Alcanzó una gran difusión, a pesar de la condena de parte de los apologetas griegos, y no sólo en sus versiones más conocidas en griego y en copto. El culto a santa Tecla se difundió a partir de Asia Menor, en particular desde Iconium (actual Konya), Nicomedia y Seleucia donde ya existía a fines del siglo IV un santuario en su honor que fue visitado por Egeria, según cuenta en su diario sobre su visita a Tierra Santa (Peregrinatio Aetheriae, 23.4).
Los eventos resumen la forma tradicional de la literatura griega del período helenístico: la peripecia de la joven y rica heroína, el salvataje extraordinario y la defensa de la propia castidad amenazada, transfigurada bajo una forma cristiana, que incluye la conversión luego de escuchar la palabra del apóstol y la intervención milagrosa de Dios que protege a la santa condenada al suplicio.
El texto se caracteriza por una extrema defensa de la castidad. A Iconio, donde se produce la conversión de santa Tecla, san Pablo llega portando la acusación de haber pervertido a las doncellas de la ciudad, que ya no desean casarse debido a su prédica. Esta posición es totalmente diferente a la que se le atribuye al santo en la primera Epístola a Timoteo, 1Tim 4:1-3, donde condena explícitamente la negación del matrimonio. De todos modos, en la primera Epístola a los Corintios, 1Cor 7:1, (universalmente aceptada como auténticamente paulina), parece mostrar una mayor ambivalencia acerca del matrimonio, con la frase «Bueno le sería al hombre no tocar mujer». Este texto está más en sintonía con lo expresado en los Hechos de Pablo y Tecla que, más allá de cualquier discusión, parece atestiguar una posible interpretación, aún vigente en el siglo II, de las enseñanzas de san Pablo.
Pablo también es presentado en forma ambigua. Como predicador del ascetismo, fascina a las mujeres. Sus enseñanzas involucran en graves problemas a Tecla, pero él nunca está cuando las dificultades comienzan. 
Paralelamente, el texto parece reflejar una posición menos subordinada de las mujeres en el ámbito del cristianismo primitivo: Tecla es invitada por Pablo a predicar y convertir, (en la iglesia Ortodoxa es venerada como «protomártir entre las mujeres e igual a los apóstoles»), es defendida por las mujeres de Antioquía de Pisidia y reúne en torno suyo a las mujeres de Seleucia. Tertuliano se lamentaba de que algunos cristianos de Alejandría se basaran en este texto para reivindicar la posibilidad de que las mujeres bautizaran y enseñaran en la iglesia.